# 니시야마 토모카
니시야마 토모카(일본어: 西山朋佳 にしやま ともか[*], 1995년 6월 27일 ~ )는 일본쇼기연맹 소속의 여류기사이다. 이토 히로후미 7단 문하. 오사카부 오사카사야마시 출신. 게이오기주쿠 대학 재학중. 현재 백령, 여왕, 여류왕좌, 여류왕장 타이틀을 보유하고 있다. 언니인 니시야마 시즈카는 간사이 기원 소속 바둑 기사.

## 경력
1995년 6월 27일, 오사카부 사카이시내의 병원에서 출생.
5세 때 아버지와 언니가 쇼기를 두고 있는 것을 보고 흥미를 가져, 2001년 3월부터 쇼기 교실에 다니기 시작.
초등학교 2학년 때에는 아마추어 초단이 되어 간사이쇼기회관에 다니기 시작.
2004년 2월 15일 제20회 간사이 아마추어 여류명인전에 처음으로 출전하여 유단자부에서 무로야 유키(현 여류3단), 무로타 이오(현 여류2단)를 꺾고 결승에 진출하였으나 무로야 유키의 언니인 무로야 사키에게 패해 준우승.
2006년 2월 19일 제22회 간사이 아마추어 여류명인전에서 무로야 사키, 유키 자매를 꺾고 우승.
초등학교 4학년때 쇼기 교실을 그만 두고 잠시 쇼기에서 멀어졌으나 5학년 때 하비키노시에서 현재의 스승인 이토 히로후미 7단이 운영하는 도장에 다니기 시작하며 흥미를 되찾음.
2009년 8월 제30회 전국 중학생 선발 쇼기선수권대회 여자부에서 우승 한 것을 계기로 자신감을 얻어, 자신의 능력을 시험해 보기 위해 간사이 연수회 입회 시험에 응시, 8전 전승으로 B1클래스에 합격. 이 때 연승을 거듭하는 것을 보고 최후에는 당시 간사였던 안요지 타카노리 6단이 상대를 하였으나 이마저 니시야마가 승리.
스승인 이토 7단이 여류 육성회에 들어가서 여류기사가 될 것을 추천하였으나, 본인의 능력을 한층 더 시험해 보고 싶다는 이유로 장려회를 선택, 연수회 입회 3개월만인 2010년 2월 A2클래스로 승급함으로써 장려회 편입 자격을 획득, 2010년 3월 7일에 장려회 6급으로 편입.
2011년 5월, 사토미 카나 여류3관(당시)의 장려회 1급 편입 시험의 상대가 되었으나, 당시 4급이었던 니시야마가 향차 접쇼기에서 패배.
2014년 1월, 현행제도에서 여성으로서 사토미 카나에 이어 사상 2명째이자 최연소로 초단 승단.
2014년 9월, 여성으로서 2번째이자 최연소로 2단 승단.
장려회원 신분으로 참가 가능한 여류 대회에도 꾸준히 출전하여, 2014년 제4기 리코배 여류왕좌전 결승 5번기에 진출하였으나, 당시 장려회 초단이던 카토 모모코 여왕(당시)에게 0대3으로 패퇴.
2015년 12월, 여성으로서 2번째이자 최연소로 3단 승단. 18세 7개월의 초단 승단, 19세 2개월의 2단 승단, 20세 5개월의 3단 승단은 2020년 3월 현재까지 여성 최연소 기록.
2016년 9월 3일, 첫 참가한 제59회 장려회 3단리그 18회전에서 승리하며 여성으로서 최초이자 현재까지 유일한 5할 초과의 성적을 기록하였으나, 최종 19회전에서 당시 최연소 프로입단 기록이 걸려 있던 후지이 소타(당시 14세)에게 패배하며 10승8패로 마무리.
2018년 제11기 마이나비 여자오픈에서 사토미 카나, 이와네 시노부 등을 꺾고 통산 2번째 타이틀 도전권을 획득, 동년 5월 24일 카토 모모코 여왕을 상대로 제4국을 승리하며 시리즈 스코어 3대1로 첫 타이틀 획득.
2018년 9월 2일 제63회 장려회 3단리그 최종일에 2연승하며 11승7패를 기록, 본인 최고(및 여성 최고) 기록 경신.
2019년 5월 22일, 제12기 마이나비 여자오픈 5번기 제4국에서 도전자 사토미 카나 여류4관에게 승리, 시리즈 스코어 3대1로 첫 타이틀 방어.
2019년 11월 1일, 제41기 여류왕장전 3번기 제3국에서 사토미 카나 여류왕장에게 승리하며 시리즈 스코어 2대1로 타이틀 탈취, 여류2관 등극.
2019년 12월 4일, 제9기 리코배 여류왕좌전 5번기 제4국에서 사토미 카나 여류왕좌에게 승리하며 시리즈 스코어 3대1로 타이틀 탈취, 여류3관에 등극하며 장려회원 신분으로 출전 가능한 모든 기전 독점.
2020년 3월 7일 제66회 장려회 3단리그 최종일에 중간성적 12승4패(3위)로 여성 최초로 4단 승단 가능성을 가진 채 임하여 2연승을 거두었으나, 경쟁자들인 핫토리 신이치로, 타니아이 히로키도 승리하며 14승4패로 동률을 기록, 전기 성적에 의해 결정되는 순위에서 밀리며 최종 3위로 승단 실패. 여성 최초로 차점 기록.
2021년 4월 1일 장려회를 퇴회하고 일본쇼기연맹 소속 여류3단으로 전향함을 발표하였다. 장려회 3단리그 통산 성적은 85승 95패.

## 기풍
몰이비차당. 강한 공격력으로 상대를 찍어 누르는 기풍으로, 초중반에 불리해져도 종반력으로 역전승을 거두는 "괴력"으로 알려짐.
관전기자인 츠노 쇼지는 "여성이라고는 도저히 생각하기 힘든 호쾌한 쇼기를 둔다"고 평가.
사토 야스미츠 9단은 "파워보다 테크니컬함이 강조되는 이 시대에서의 파워 히터"라고 평가.
스즈키 다이스케 9단에 의하면, "강했던 시절의 스즈키 다이스케의 쇼기와 닮았다"고 쇼기계에서 평가받고 있음.
제한시간 3시간의 쇼기에서 19분만 사용하고 승리를 거두기도 하는 등 시간을 거의 소비하지 않는 스타일이었으나 남성기사와 연구회를 거듭하면서 초반부터 신중하게 시간을 사용하게 됨.

## 인물・에피소드
- 쇼기회관 도장을 다니던 시절에는 주말에 하루종일 도장에 있었으나 2 판 정도만 둔 후 나머지 시간은 밖의 공원에서 술래잡기 등을 하며 뛰어 놀았고 그것이 부모에게 알려진 것이 도장을 그만 두는 계기가 됨[4].
- 어린시절에는 말괄량이 같은 성격으로, 쇼기를 두다가 형세가 불리해지면 테이블 밑으로 상대의 정강이를 걷어찼다고 함. 데구치 와카무(현4단)는 이 때부터의 라이벌[3].
- 사토미 카나의 장려회 편입시험 상대가 되었을 때 역전패를 당하고 충격을 받아 울다가 오후의 대국에 지각, 엄격한 성격의 당시 간사 아베 타카시 8단에게 혼나자 오전의 패배가 생각나 다시 눈물을 보이기 시작했고 서럽게 우는 모습에 왠지 모르게 아베 8단도 휩쓸려서 같이 울었다고 함[3].
- 후지이 소타의 프로 입단 취재를 계기로 알게 된 관전기자 오오자키 요시오의 소개로 2017년부터 정상급 프로기사 3명에게 지도를 받기 시작한 후 니시야마 본인의 기력도 급성장했을 뿐 아니라 니시야마를 지도한 3명도 같이 성적이 좋아졌다고 함[26].
- 문하에 수많은 프로기사를 배출한 명 스승 모리 노부오 7단에게 오오자키 요시오가 부탁해 니시야마에게 기합을 불어 넣어 달라고 하였을 때 모리의 조언은 "이기고 지는 것은 괜찮으니까 두고 싶은대로 둬라"는 것. 제자들에게 아주 엄한 모리가 그런 말을 하는 것을 본 적이 없어서 놀란 오오자키가 후일 이야기를 들은 바, 모리가 평소에 본인의 제자들에게 장려회에서 둔 기보를 놓아보게 하는 과정에서 니시야마의 기보를 다수 접했고, 그러면서 니시야마의 쇼기에 매력을 느꼈기 때문이라고 함[26].
- 프로골퍼인 이시야마 치아키와는 고등학교때부터의 절친[27].

## 승단 이력

### 장려회
2010년 3월 7일 6급 (간사이 장려회 입회)
2014년 1월 25일 초단
2014년 9월 21일 2단
2015년 12월 5일 3단

### 여류기사
2021년 4월 1일 여류3단

## 타이틀전 출전 이력
등장 횟수 : 10회
- 백령 : 1회 (2021)
- 여왕 : 4회 (2018,2019,2020,2021)
- 여류왕좌 : 3회 (2014,2019,2020)
- 여류왕장 : 2회 (2019,2020)

획득 : 9회
- 백령 : 1회 (2021)
- 여왕 : 4회 (2018,2019,2020,2021)
- 여류왕좌 : 2회 (2019,2020)
- 여류왕장 : 2회 (2019,2020)

### 참고 문헌
- 津江, 章二 (2017), 《藤井聡太 名人をこす少年》 (일본어), 日本文芸社